# Botanophila betarum
Botanophila betarum är en tvåvingeart som först beskrevs av Joseph Albert Lintner 1883.  Botanophila betarum ingår i släktet Botanophila och familjen blomsterflugor. Arten är reproducerande i Sverige. Inga underarter finns listade i Catalogue of Life.